# Bram Cohen
Bram Cohen (Nova York, 12 d'octubre de 1975) és un programador informàtic estatunidenc, més conegut com l'autor del protocol BitTorrent d'igual a igual (peer-to-peer, P2P), així com el primer programa d'intercanvi d'arxius que va utilitzar aquest protocol, també conegut com a BitTorrent. També és cofundador i organitzador de CodeCon, una reunió de P2P-hackers de la zona de la badia de San Francisco, i va ser coautor de Codeville i el creador de la criptomoneda Chia.

## Joventut i carrera
Cohen va créixer a Upper West Side de Manhattan (Nova York, Estats Units d'Amèrica) com a fill d'un professor i informàtic. Afirma que va aprendre el llenguatge de programació BASIC a l'edat de 5 anys a l'ordinador Timex Sinclair de la seva família. Cohen va aprovar l'examen American Invitational Mathematics Examination per la qualificació per a l'Olimpíada Matemàtica dels Estats Units d'Amèrica (United States of America Mathematical Olympiad, USAMO) mentre assistia a Stuyvesant High School a Nova York. Es va graduar a Stuyvesant en 1993 i va assistir a la Universitat de Buffalo. Més tard es va retirar de la universitat per treballar per diverses empreses punt com al llarg de la meitat de la dècada del 1990, sent la darrera la MojoNation, un projecte on va treballar amb Jim McCoy.
MojoNation va permetre a la gent partir fitxers confidencials en trossos xifrats i distribuir aquestes peces entre les computadores que també executaven el mateix programari. Si algú volia descarregar una còpia d'aquest fitxer xifrat, podia descarregar-lo simultàniament des de moltes computadores alhora. Cohen va pensar que aquest concepte era perfecte per a un programa d'intercanvi d'arxius, ja que programes com KaZaA triguen molt de temps a descarregar un fitxer gran perquè el fitxer (normalment) prové només d'una font («peer»). Cohen va dissenyar BitTorrent per poder descarregar fitxers des de moltes fonts diferents, accelerant així el temps de descàrrega, beneficiant als usuaris amb una descàrrega més ràpida amb poca velocitat de descàrrega. Per tant, com més popular és un fitxer, un usuari el pot descarregar més ràpidament, ja que molta gent el baixarà al mateix temps i aquestes persones també pujaran les dades a altres usuaris.

## BitTorrent

BitTorrent redueix enormement la càrrega en el servidor, perquè els usuaris generalment descarreguen els arxius entre ells, no del servidor. Com mostren les barres acolorides sota cada client, l'arxiu és descarregat en un ordre aleatori, en lloc de dur un ordre seqüencial

A l'abril de 2001, Cohen va abandonar MojoNation i va començar a treballar a BitTorrent. Cohen va donar a conèixer les seves noves idees a la primera conferència de CodeCon, que ell i el seu company d'habitació, Len Sassaman, van crear com a esdeveniment escènic per a nous projectes tecnològics després de desil·lusionar-se amb l'estat de les conferències tecnològiques. La conferència de CodeCon segueix sent un esdeveniment per a aquells que busquen informació sobre noves direccions en el programari, encara que BitTorrent segueix reclamant el títol de «presentació més famosa».
Cohen va escriure la primera implementació del client de BitTorrent en Python, i molts altres programes han implementat el protocol. L'estiu de 2002, Cohen va recopilar pornografia gratuïta per atraure els provadors beta per utilitzar el programa. El programa va guanyar notorietat gràcies a la comunitat de Linux, els membres de la qual valoren el poder intercanviar grans fitxers de programari lliure. BitTorrent va guanyar la seva fama per la seva capacitat per compartir ràpidament en línia arxius grans de música i pel·lícules. El propi Cohen ha afirmat que mai ha violat la llei de drets d'autor amb el seu programari. Independentment, és obvi que creu que l'actual negoci dels mitjans estava condemnat a quedar obsolet malgrat les tàctiques legals o tècniques de l'Associació de la Indústria Discogràfica dels Estats Units (Recording Industry Association of America, RIAA) i l'Associació Cinematogràfica dels Estats Units (Motion Picture Association of America, MPAA), com ara la gestió dels drets digitals. Al maig de 2005, Cohen va llançar una versió beta sense tracker de BitTorrent.
A finals del 2003, Cohen va realitzar una breu carrera a Valve Corporation per treballar en Steam, el seu sistema de distribució digital introduït per Half-Life 2.
L'any 2004, va deixar Valve Corporation i va crear BitTorrent, Inc. amb el seu germà Ross Cohen i el soci comercial Ashwin Navin. El 2012 va anunciar una versió beta de BitTorrent Live per a la radiodifusió televisiva a través d'internet (BitTorrent Live for TV broadcasting). Cohen va deixar BitTorrent, Inc. quan va co-fundar Chia.Network a la tardor de 2017.

### BitTorrent i l'Associació Cinematogràfica dels Estats Units
A mitjans de 2005, BitTorrent, Inc. va ser finançat pel capitalista de risc David Chao de Doll Capital Management i, a finals de 2005, Cohen i Navin van fer un tracte amb l'Associació Cinematogràfica dels Estats Units per eliminar enllaços de contingut il·legal al lloc web oficial de BitTorrent. L'acord va ser amb els set grans estudis dels Estats Units. L'acord va significar que el lloc web compliria els procediments descrits a la Llei de drets d'autor de l'era digital (Digital Millennium Copyright Act, DMCA).

## Vida personal
Des del 2008, Cohen viu a la zona de la badia de San Francisco (Estats Units), amb la seva esposa Jenna Cohen i els seus tres fills.
Les aficions de Cohen inclouen origami original i fer malabars amb cinc boles, però el seu principal interès són les matemàtiques recreatives. Cohen manté un blog on freqüentment realitza discussions de mètrica de confiança amb Raph Levien, de sistemes monetaris, jocs d'habilitat i altres temes relacionats amb matemàtiques. També és un entusiasta del muntatge de trencaclosques. Ha dissenyat diversos trencaclosques, incloent-hi alguns juntament amb Oskar van Deventer, incloent diversos trencaclosques basats en engranatges com Gear Shift i una variant múltiple de cub de Rubik anomenada Bram's Fortress. Alguns dels dissenys de trencaclosques de Bram estan disponibles per a la impressió en 3-D a través de Shapeways.
Cohen afirma que té la síndrome d'Asperger basant-se en un autodiagnòstic. Segons ell, degut a això té un gran poder de concentració, així com dificultats de relacionar-se amb la gent.

## Premis
Cohen ha rebut diversos premis pel seu treball en el protocol BitTorrent. Aquests premis inclouen:
- 2004 Wired Rave Award[13]
- 2005 MIT Technology Review TR35 com un dels 35 millors innovadors del món menors de 35 anys.[14]
- 2005 Time's 100 Most Influential People[15]
- 2006 USENIX STUG Award[16]
- 2010 Internet Evolution 100[17]